# Кранай
Кранай (на старогръцки: Κραναός, Kranaos) е третият митичен цар на Атика (1506-1497 пр.н.е., автохтон). През епохата на пеласгите атинианците са наричани на него Кранайци . По време на неговото управление се състои легендарният Девкалионов потоп .
Единственият син на Кекропс умира когато е още жив. След неговата смърт Кранай става неговият наследник  Неговата съпруга е Педиада, дъщерята на Менит от Лакедемония. Те имат три дъщери: Краная, Кранехма и Атида .
Страната е наричана дотогава на първия ѝ цар Актей Актая, и се променя в чест на дъщеря му Атида на Атика. 
Кранай е изгонен от Атика от Амфиктион, въпреки че той му е зет, съпруг на дъщеря му Краная . Той бяга в Ламптра, където Павзаний вижда гроба му.